# Palais Caracciolo di Torella
Le palais Caracciolo di Torella, également connu sous le nom de palais Carafa di Policastro, est un édifice monumental situé à Naples, à Largo Ferrandina, dans le quartier de Chiaia. Il fait face à la façade du Palazzo della Cavallerizza a Chiaia, datant lui aussi du XVIIIe siècle. 

## Histoire
Il a été construit au XVIIIe siècle par les Ducs de Carafa de Forlì del Sannio et les comtes de Policastro Bussentino, puis vendu aux Caracciolo, princes de Torella dei Lombardi. Le palais a vécu des moments de splendeur au début du XIXe siècle. La fille de Giuseppe Cristoforo Saliceti, devenue princesse pour avoir épousé un Caracciolo di Torella, organisa des réceptions avec la noblesse napolitaine. 
En 1851, le baron Emanuele Calcagno et l'historien William Temple vivaient dans le palais. Le bâtiment appartenait alors à Giuseppe Caracciolo di Torella, maire de Naples de 1889 à 1891. Aujourd'hui, c'est toujours un lieu prestigieux. 

## Description
Le palais, construit sur trois étages, présente un ordre colossal de pilastres composites et des balcons avec des balustrades alternativement couronnées de pignons triangulaires et en lunettes; à l'étage supérieur, les fenêtres sont surmontées d'un entablement et les deux parties angulaires de l'étage sont en terrasses. Le portail est entouré de deux colonnes en marbre blanc et est surmonté du blason des Carafa della Spina. Le balcon central de l'étage noble reprend la composition du portail ci-dessous, avec la reprise du blason des Caracciolo soutenu par des festons de fruits. La façade se termine par une corniche. 
L'intérieur est caractérisé par l'atrium, composé d'arches abaissées et décorées en stuc; la cour est rectangulaire et abrite l'escalier composé de gradins en piperno et de deux statues classiques qui reposent sur leurs bases respectives. Les fresques de Fedele Fischetti et Giacinto Diano sont encore conservées dans certaines salles du premier étage. 